# Aconodes latefasciatus
Aconodes latefasciatus là một loài bọ cánh cứng trong họ Cerambycidae.